# Gisèle-Agnès de Rath
Gisèle-Agnès de Rath (9 octobre 1669 à Kleinwülknitz, qui fait maintenant partie de Köthen – 12 mars 1740 à Nienburg) est duchesse d'Anhalt-Köthen par mariage en 1692. En 1694, elle est créée comtesse de Nienburg. De 1704 à 1715, elle est régente d'Anhalt-Köthen pour son fils mineur.

## Biographie
Gisèle-Agnès est membre d'une ancienne famille aristocratique luthérienne. Ses parents sont Balthasar William de Rath, baron de Kleinwülknitz, et Madeleine Dorothée de Wuthenau. Son grand-père paternel est Guillaume de Rath (en) qui a commandé l'armée du prince Louis d'Anhalt-Köthen au cours de la Guerre de Trente Ans.
L'héritier du trône, le jeune Prince Emmanuel-Lebrecht d'Anhalt-Köthen tombe amoureux d'elle. Sa mère, la princesse Éléonore, tente de mettre fin à cette relation, parce que Gisèle-Agnès est considérée comme de petite noblesse, et ne pouvant se marier avec un prince régnant. Elle envoie Gisèle-Agnès à sa sœur à Stadthagen. Cependant, immédiatement après l'accession au pouvoir d'Emmanuel Lebrecht il l'épouse, le 30 septembre 1692.
C'est un mariage morganatique. De plus, le prince Emmanuel Lebrecht est un calviniste et Gisèle-Agnès est luthérienne. Le mariage suscite donc une vive protestation de la part à la fois de l'église réformée et de la famille princière. Néanmoins, les enfants issus de ce mariage sont officiellement reconnus comme des héritiers potentiels au trône par les princes d'Anhalt, en 1698, et par l'empereur en 1699. Les ducs d'Anhalt-Köthen descendent tous de ce mariage.

## Régence

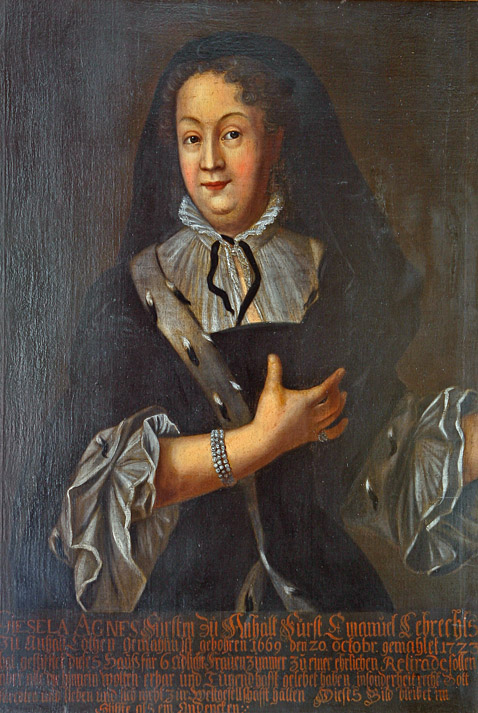
Gisèle-Agnès de Rath. slnd

Au cours de sa vie, son mari l'a préparée pour être régente après sa mort, pour son fils Léopold. Elle prend la régence en 1704.
Elle soutient les luthériens dans la principauté et fonde l'église de Saint Agnus, la première église luthérienne à Köthen. Un grand portrait d'elle, par Antoine Pesne est toujours accroché dans l'église. Quelques années plus tard, Jean-Sébastien Bach allait devenir un membre de cette congrégation. En 1711, elle fonde le Gisela Agnes Stift, couvent laïque pour les dames de la noblesse.
En 1714, elle crée un orchestre officiel de la cour, financé par son fils Léopold. Initialement, l'orchestre est composé d'anciens membres de l'orchestre de la cour de Berlin, qui a été dissous l'année précédente. Le premier chef d'orchestre est le compositeur d'opéra Augustin Reinhard Stricker. En 1717, il est remplacé par Bach.
En 1694, l'empereur Léopold Ier donne à Gisèle-Agnès le titre de "comtesse de Nienburg". En 1699, Emmanuel Lebrecht lui donne le château, la ville et le district de Nienbourg comme possession personnelle à titre viager. A la fin de la régence en 1715, Gisèle-Agnès se retire à Nienbourg, où elle continue à soutenir le luthéranisme. Elle se lie d'amitié avec le théologien et poète August Hermann Francke, qui lui rend visite.
Le 24 janvier 1716, sa fille Éléonore Wilhelmine épouse à Niehbourg le duc Ernest-Auguste Ier de Saxe-Weimar-Eisenach. Il est admis que son fils Léopold rencontre Bach pendant les célébrations de mariage.
Gisèle-Agnès meurt à Nienburg le 12 mars 1740, et est enterrée dans la crypte princière de l'église de Saint-Jacob à Köthen.

## Descendance
Gisèle-Agnès et Emmanuel Lebrecht ont six enfants:
1. Auguste Lebrecht (24 mai 1693 à Köthen – 25 octobre 1693 à Köthen), qui meurt avant la reconnaissance du mariage de ses parents comme des égaux et licite ; pour cette raison, il n'a jamais été reconnu prince d'Anhalt-Köthen.
2. Léopold d'Anhalt-Köthen 29 novembre 1694 à Köthen – 29 septembre 1728 à Köthen).
3. Éléonore Wilhelmine (7 mai 1696 à Köthen – 30 août 1726 à Weimar), mariée le 15 février 1714 à Frederick Erdmann de Saxe-Mersebourg (1691-1714), puis le 24 janvier 1716 à Ernest Auguste Ier, duc de Saxe-Weimar-Eisenach.
4. Auguste-Louis d'Anhalt-Köthen (9 juin 1697 à Köthen – 6 août 1755 à Köthen).
5. Gisèle Auguste (24 juillet 1698 à Köthen – 3 septembre 1698 à Köthen).
6. Christiane Charlotte (12 janvier 1702 à Köthen – 27 janvier 1745 à Köthen).

## Fiction
- Friedrich Heine: Gisela Agnes, ein kulturhistorischer Romaine, Schettler, Köthen, 1909